# TNK III
T.A.N.K. es un shooter multidireccional de desplazamiento vertical desarrollado y lanzado para arcades por SNK en 1985. Fue distribuido en Norteamérica como TNK III por Kitcorp. Las versiones de T.A.N.K. para computadoras hogareñas fueron lanzadas por Ocean Software para ZX Spectrum, Commodore 64 y Amstrad CPC en 1987. Una secuela también fue lanzada para Nintendo Entertainment System titulada Iron Tank.
T.A.N.K. cuenta con la primera aparición de Ralf Jones (también conocido como Paul) antes de su aparición en Ikari Warriors (1986). T.A.N.K. también introdujo los controles de palanca rotativa. El diseñador en jefe del juego fue Koji Obada, quien después diseñaría y dirigiría el éxito de arcade de SNK Ikari Warriors, el cual popularizaría los controles de palanca rotativa introducidos en T.A.N.K.

## Jugabilidad
TNK III es un juego en el que el jugador utilizará un tanque para destruir enemigos usando ametralladoras y cañones, mientras maniobra hacia su destino buscando potenciadores en el camino.
El juego es controlado usando una palanca rotativa. Es un tipo de híbrido de palanca con pomo, con una palanca de ocho direcciones para controlar el movimiento del tanque, y se puede rotar 360 grados para apuntar la torreta.

## Desarrollo
El juego fue desarrollado por SNK, diseñado y dirigido por Koji Obada, quien había diseñado previamente Munch Mobile (Joyful Road en Japón). En aquel entonces, SNK se encontraba al borde de la bancarrota. De acuerdo con Obata, su línea de pensamiento era, «¡si nos vamos a fundir, hagamos algo loco con lo cual despedirnos!». Un programador de SNK descubrió el shooter de arcade de Taito Front Line (1982) y creyó que SNK podría mejorar el formato de jugabilidad. El equipo mejoró el tipo de jugabilidad de Front Line con la incorporación de una palanca rotativa, la cual llamaron palanca «loop lever». Al equipo se le ocurrió la idea de la palanca rotativa cuando, de acuerdo con Obada, «nos dolían las manos, por lo que a alguien se le ocurrió la idea de poner una cápsula de film sobre la palanca, la cual giraría en su lugar».

## Recepción
En Japón, Game Machine listó a T.A.N.K. en su número del 15 de agosto de 1985 como el sexto juego de arcade más exitoso del mes.
Computer and Video Games le dio a la versión de arcade de T.A.N.K. una reseña positiva en enero de 1986, elogiando la jugabilidad «instantáneamente jugable» y «empaquetada con acción», al igual que los controles con palanca rotativa, pero sintió que los gráficos eran anticuados. Mike Roberts y Eric Doyle de la revista Computer Gamer también le dieron al juego de arcade una reseña positiva a comienzos de 1986, aclamando los controles de «palanca novedosa» y comparando la jugabilidad favorablemente con el shooter run and gun de Capcom Commando (1985), diciendo que «se acerca a ese tipo de calidad».
La versión de Commodore 64 del juego fue reseñada en 1988 en la revista número 135 de Dragon por Patricia Hartley y Kirk Lesser en la columna de «El rol de las computadoras». Los analistas le dieron al juego 3 de 5 estrellas.

## Legado
Ese mismo año, el shooter run and gun de Capcom Commando fue un éxito mayor en los arcades. Koji Obada combinó la jugabilidad de shooter run and gun de Commando con los controles de palanca rotativa y los tanques de T.A.N.K. para desarrollar Ikari Warriors (1986), el cual se convirtió en un éxito mayor en los arcades.